# 丹羽站

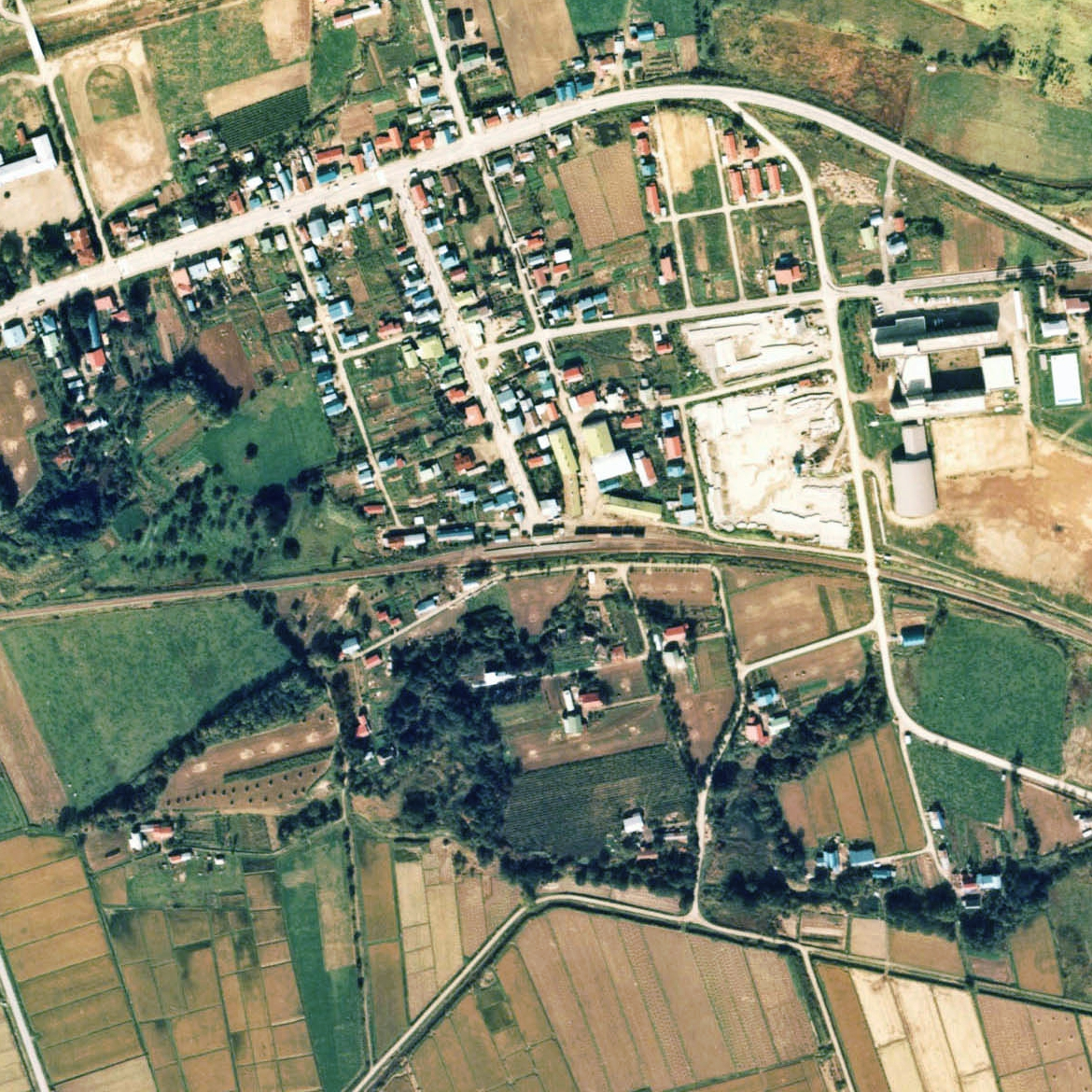
1976年的丹羽站與方圓約750米範圍。左邊是瀨棚方向。

丹羽站（日语：／ Niwa eki */?）是位於北海道瀨棚郡北檜山町字丹羽（現時：久遠郡瀨棚町），日本國有鐵道的瀨棚線車站（廢站）。隨著瀨棚線廢除，車站在1987年（昭和62年）3月16日廢除。
在1984年（昭和59年）前行走的急行「瀨棚」停靠此站。

## 歷史
- 1932年（昭和7年）11月1日 - 國有鐵道瀨棚線今金站至瀨棚站之間開通，此站啟用[1][2]。當時為一般車站。
- 1979年（昭和54年）3月10日 - 結束處理貨物[2]。
- 1984年（昭和59年）2月1日 - 結束處理行李[3]。
- 1987年（昭和62年）3月16日 - 瀨棚線廢除，此站也廢除[2]。

### 站名的由來
車站名稱取自所在地名。當地於1892年（明治25年）有來自福島縣會津若松的前會津藩士丹羽五郎（安土桃山時代的武將丹羽長秀的後裔）等12戶入植。由於為了彰顯丹羽的功績而把地名名為「丹羽」。

## 車站構造
截至車站廢除前，此站是地面車站，設有1面1線的單式月台。月台在路軌北邊（瀨棚方向的列車會開啟右邊車門）。曾經此站設有1面2線的島式月台。
此站是職員配置站，委托日交觀北海道負責車站業務。車站大樓位於站內北邊（望向瀨棚方向的話是在右手邊），與月台有一點距離。大樓與花石站的大樓屬同款。

## 使用狀況
- 在1981年度（昭和56年度），1日上下車人次為734人[5]。

## 車站周邊
- 北海道道677號小倉山丹羽停車場線（日语：北海道道677号小倉山丹羽停車場線）
- 丹羽郵局
- 北海道檜山北高等學校（日语：北海道檜山北高等学校）
- 玉川公園 - 車站北方約2公里
- 後志利別川（日语：後志利別川）
- 函館巴士（日语：函館バス）「玉川公園前」巴士站

## 現況
截至2000年（平成12年），車站遺址變成空地，車站周邊還有農業倉庫。截至2010年（平成22年）也是同樣。此外，附近還保留了「37 1/2」的里程碑。截至2011年（平成23年）也是同樣，站前商店已經關閉。

## 相鄰車站
日本國有鐵道
瀨棚線
神丘－丹羽－北檜山

## 注腳
1. 1 2   第1版. 札幌市: 日本国有鉄道北海道総局. 1973-3-25: 25. ASIN B000J9RBUY （日语）.
2. 1 2 3  《道南鉄道100年史 遥》 北海道旅客鐵道函館分社 2003年2月發行
3. ↑  停車場變遷大事典 國鐵・JR編 II、P831。
4. ↑  本多 貢. 児玉　芳明 , 编. . 札幌市: 北海道新聞社. 1995-01-25: 154. ISBN 4893637606. OCLC 40491505 （日语）.
5. 1 2 3  書籍《国鉄全線各駅停車1 北海道690駅》（小學館，1983年7月發行）65頁。
6. 1 2  書籍《北海道の鉄道廃線跡》（著：本久公洋，北海道新聞社，2011年9月發行）78,80頁。
7. ↑  書籍《鉄道廃線跡を歩くVII》（JTB出版，2000年1月發行）78頁。
8. ↑  書籍《新 鉄道廃線跡を歩く1 北海道・北東北編》（JTB出版，2010年4月發行）163頁。

## 外部連結
- 瀨棚町官方網站 丹羽五郎的生涯 （页面存档备份，存于） - 在瀨棚町官方網站內介紹開拓者丹羽五郎。